# Федершмидт, Франц
Франц Хенри Федершмидт (англ. Franz Henry Federschmidt; 21 февраля 1894, Филадельфия, Пенсильвания — 14 апреля 1956, Филадельфия, Пенсильвания) — американский гребец, серебряный призёр летних Олимпийских игр 1920 года в Антверпене в зачёте рулевых четвёрок, член филадельфийского клуба Pennsylvania Barge Club.

## Биография
Франц Федершмидт родился 21 февраля 1894 года в Филадельфии, штат Пенсильвания.
Начал заниматься академической греблей в 1916 году в местном филадельфийском клубе Pennsylvania Barge Club. Проходил подготовку вместе со своим младшим братом Эрихом Федершмидтом. Из-за Первой мировой войны на три года вынужден был прервать спортивную карьеру, служил в медицинском корпусе скорой помощи.
По окончании войны Федершмидт вернулся в академическую греблю, вошёл в основной состав американской национальной сборной и благодаря череде удачных выступлений удостоился права защищать честь страны на летних Олимпийских играх 1920 года в Антверпене. В составе распашного рулевого четырёхместного экипажа, куда также вошли его брат Эрих, гребцы Карл Клоуз, Кеннет Майерс и рулевой Шерман Кларк, благополучно преодолел полуфинальную стадию соревнований, с большим запасом опередив экипажи из Бразилии и Чехословакии. В решающем финальном заезде финишировал вторым, четыре секунды уступив команде из Швейцарии, и тем самым выиграл серебряную олимпийскую медаль.
Став серебряным олимпийским призёром, Франц Федершмидт вместе с братом перешёл в другой филадельфийский клуб Undine Barge Club, но вскоре принял решение завершить спортивную карьеру. Впоследствии работал инженером.
Умер после долгой борьбы с колоректальным раком 14 апреля 1956 года в Филадельфии в возрасте 62 лет.